# Rue Louise-Émilie-de-La-Tour-d'Auvergne
Rue Louise-Émilie-de-La-Tour-d'Auvergne är en gata i Quartier de Rochechouart i Paris nionde arrondissement. Gatan är uppkallad efter Louise-Émilie de La Tour d'Auvergne (1667–1737), abbedissa för Abbaye de Montmartre. Rue Louise-Émilie-de-La-Tour-d'Auvergne börjar vid Rue de Maubeuge 35 och slutar vid Rue des Martyrs 52 bis.

## Omgivningar
- Notre-Dame-de-Lorette
- Impasse Louise-Émilie-de-La-Tour-d'Auvergne
- Rue des Martyrs
- Cité Fénelon
- Impasse de l'École
- Square Trudaine
- Square Alex-Biscarre

## Bilder
| - Gatuskylt. - Notre-Dame-de-Lorette. - Rue des Martyrs. - Square Trudaine. |

## Kommunikationer
- Tunnelbana – linje  – Saint-Georges
- Busshållplats La Tour d'Auvergne – Paris bussnät

### Webbkällor
- ”Rue Louise-Émilie-de-La-Tour-d'Auvergne”. Mairie de Paris. https://web.archive.org/web/20160303214602/http://www.v2asp.paris.fr/commun/v2asp/v2/nomenclature_voies/Voieactu/5304.nom.htm. Läst 23 november 2023.
- ”Rue Louise-Émilie-de-La-Tour-d'Auvergne (9ème arrondissement)”. Les rues de Paris. https://web.archive.org/web/20160406083003/http://www.parisrues.com/rues09/paris-09-rue-de-la-tour-d-auvergne.html. Läst 23 november 2023.